# Île Bridgeman
Pour les articles homonymes, voir Bridgeman.
L'île Bridgeman est une île de l'Antarctique, appartenant aux îles Shetland du Sud. Elle a été nommée en 1820 par Edward Bransfield en l’honneur du capitaine Charles O. Bridgeman.